# Silvino Maffiotti
Silvino Maffiotti, talvolta riportato come Silvio (Torino, 21 agosto 1889 – Camburzano, 1º dicembre 1961), è stato un calciatore italiano, di ruolo mediano o attaccante.
Era colloquialmente noto come Maffiotti II per distinguerlo dal fratello Ermanno, più grande di due anni; quest'ultimo, anch'esso per breve tempo calciatore a Biella, nacque a Camburzano prima del trasferimento a Torino della famiglia.

## Carriera
È stato il primo capitano della Veloces Biella, dove militò dagli esordi fino al 1909.
Passato nello stesso anno alla Juventus, debuttò in maglia bianconera il 19 dicembre 1909 in una vittoria esterna per 2-0 contro la US Milanese, mentre il suo ultimo incontro fu contro il Casale il 26 aprile 1914 in una sconfitta esterna, sempre per 2-0. In cinque stagioni a Torino collezionò 48 presenze ufficiali, segnando 11 reti oltre a 22 presenze non ufficiali, marcando 7 gol.

## Dopo il ritiro
Apri una ferramenta a Torino chiamata Metalferro, e ricoprì il ruolo di sindaco nell'azienda degli amici Ajmone Marsan.
Ufficiale di complemento d'artiglieria a partire dal 1935, all'ingresso dell'Italia nella seconda guerra mondiale fu assegnato al Corpo automobilistico militare.
Il primo fan club juventino di Biella fu intitolato a lui.

## Statistiche

### Presenze e reti nei club
| Stagione        | Club            | Campionato      | Campionato | Campionato |
| Stagione        | Club            | Comp            | Pres       | Reti       |
| --------------- | --------------- | --------------- | ---------- | ---------- |
| 1909-1910       | Juventus        | Prima Categoria | 8          | 2          |
| 1910-1911       | Juventus        | Prima Categoria | 13         | 7          |
| 1911-1912       | Juventus        | Prima Categoria | 12         | 1          |
| 1912-1913       | Juventus        | Prima Categoria | 8          | 1          |
| 1913-1914       | Juventus        | Prima Categoria | 7          | 0          |
| Totale Juventus | Totale Juventus |                 | 48         | 11         |
| Totale carriera | Totale carriera |                 | 48         | 11         |